# 1673 en philosophie
Chronologie de la philosophie
- 1669
- 1670
- 1671
- 1672
- 1673
- 1674
- 1675
- 1676
- 1677

L’année 1673 a été marquée, en philosophie, par les événements suivants :

## Publications
- René Fédé : Les méditations métaphysiques de René Descartes touchant à la première philosophie dédiées à Messieurs de la Sorbonne. Nouvellement divisées par articles avec des sommaires à costé, et avec des renvois des articles aux objections et des objections aux responses. Pour en faciliter la lecture et l'intelligence. Par R. F. (René Fédé), 3e édition, chez Michel Bobin et  & Nicolas Le Gras, Paris, 1673 (lire en ligne)

- Simon Foucher : Dissertation sur la recherche de la vérité ou sur la philosophie académique

- Pierre-Daniel Huet : Lettre touchant les expériences de l’eau purgée d’air, 1673

- Antoine Legrand : Historia naturæ vanis experimentis et ratiociniis elucidata, Londres, in-8°, 1673 ;

- Gottfried Wilhelm Leibniz : Confessio philosophi.

- François Poullain de La Barre :  De l’Égalité des deux sexes, discours physique et moral où l’on voit l’importance de se défaire des préjugés, Paris, Chez Jean du Puis, 1673 ; rééd. Fayard, 1984 [édition de 1676]

- Charles de Saint-Évremond : Parallèle de M. le Prince et de M. de Turenne